# Религија у старом Риму
Религија у античком Риму укључује етничку религију предака града Рима коју су Римљани користили како би се дефинисали као народ, као и религиозне праксе народа који су били под римском влашћу, под условом да су праксе широко слеђене у Риму и Италији. Римљани су себе сматрали високо религиозним и свој као успех као свјетске силе приписивали су колективној побожности (pietas) у одржавању добрих односа са боговима. Римљани су познати по великој броју божанстава која су поштовали, бројност која је изазивала подсмијех под ранохришћанских полемичара.
Грчко присуство на Апенинском полуострву од почетка историјско периода утицало је на римску културу, уводећи неке религиозне праксе које су постале једнако фундаменталне, као и култ Аполона. Римљани су тражили заједничко тло између својих главних богова и грчких, прилагођавајући грчке митове и иконографију за латинску књижевност и римску умјетност, као што су већ урадили са етрурском. Етрурска религија је такође имала велики утицај, посебно у пракси аугурија. Према легенди, већина римских религијски институција могла је водити до њених оснивача, посебно до Нума Помпилија, сабињански други краљ Рима, који су преговарали непосредно са боговима. Ова архаична религија била је темељ за „пут предака” (mos maiorum), или једноставно „традиција”, која се посматра као средишња у римском идентитету.
Римска религија била практична и уговорна, заснована на принципу „дајем да би ми ти дао” (do ut des). Религија је зависила од знања и исправне праксе молитве, обреда и жртве, а не од  вјере или догме, иако латинска књижевност задржава научене спекулације о природи божанског и његовом односу према људским пословима. Чак су и најскептичнији међу римском интелектуалном елитом, попут Цицерона, који је био аугур, религију доживљавали као извор друштвеног уређења. Како се Римско царство ширило, досељеници у пријестоницу донијели су своје локалне култове, од којих су многи постали популарни међу Италијанима. На крају је хришћанство било најуспјешније, а 380. године је постало званична државна религија.
За обичне Римљане, религија је била дио свакодневног живота. Сваки дом је имао породично светилиште у којем су биле понуђене молитве и либације упућене породичном кућном божанству. Сусједска светилишта и света мјеста као што су извори и гајеви испреплитали су по граду. Римски календар био је структуриран око религијских обреда. Жене, робови и дјеца учествовали су у различитим религијским дјелатностима. Неке јавне ритуале могле су спроводити само жене, а жене су формирале можда и најпознатије римски свештенички ред, Весталке, које су вјековима чувале свету ватру Рима, све док ред није распуштен под хришћанском доминацијом.